# 納貝流士

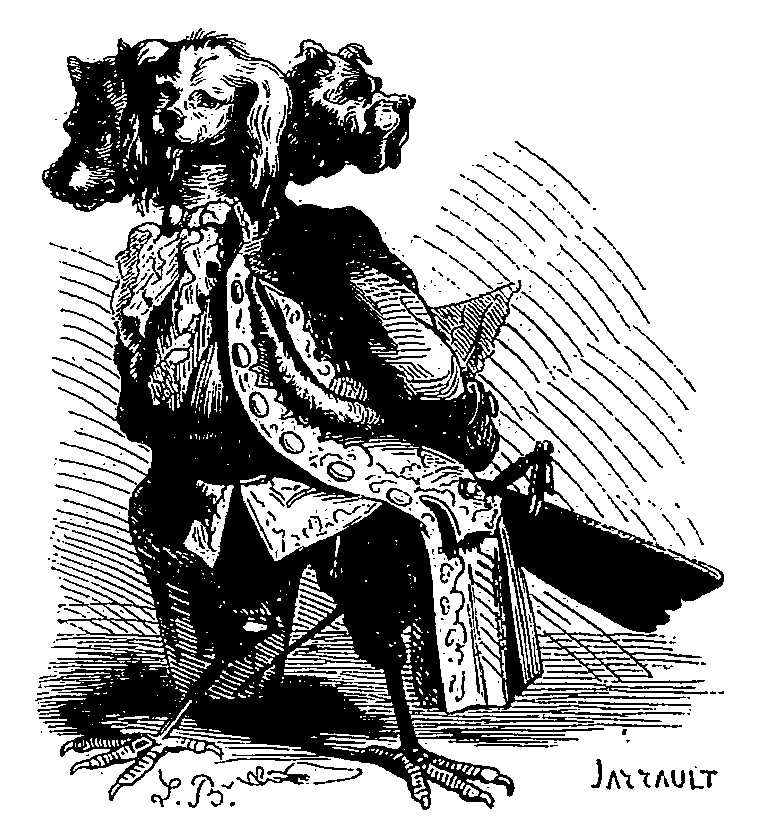
科蘭·戴·布蘭西寫的書籍『地獄辭典』第6版（1863年）中「納貝流士」的插畫。

納貝流士（英語：Naberius），是所羅門七十二柱魔神中排第24位的魔神，別名「猞拜羅斯（Cerberus）」、「猞拜羅（Cerbere）」、「賽貝羅斯（Cerebus）」、「凱魯貝洛斯（Kereberus）」等，統治著19個惡魔軍團，職階為侯爵。納貝流士有多個別稱，其中就包括我們再熟悉不過的“刻耳柏洛斯”。從這個別名便可對該惡魔的來源一清二楚，祂應該是由希臘神話中的地獄犬刻耳柏洛斯經過惡魔學學者們在一番想像力的指引下演變成的惡魔。相傳能夠告知一切的法術與萬象的學問。
依照傳說的記載，納貝流士通常是以黑鶴、公雞或是烏鴉的姿態出現，有時甚至是三個頭並存的造型。他能夠詳細教導召喚者正確的語法與修辭技巧，協助找回已逝的榮景，使召喚者再次受到世人的尊重。

## 流行文化
- 在遊戲《原神》中的生之執政，其名為「納貝里士」。